# 鄭公智
鄭公智（？—1402年 ），字叔貞，江浙行省台州路寧海縣（今浙江宁波）人，明朝政治人物。
其早年从师于方孝孺。其以賢良而被举荐，担任监察御史有声名。朱棣发动“靖难之役”，攻破南京后，方孝孺被“诛十族”。鄭公智连坐而被诛杀。